# Sutjeska (parroquia)
Sutjeska fue una pequeña župa medieval Bosnia formada en la región superior del Drina en el cañón del río Sutjeska. La župa se extendía por el estrecho espacio del cañón y sus límites en los lados oriental y occidental se reducen al ancho del cañón. Al norte, la župa de Sutjeska se extendía hasta la ciudad fortificada de Tođevac, que se encuentra en la župa de Drinaljevo, y al sur se extendía hasta los alrededores de la ciudad fortificada de Vratar. Incluía el asentamiento urbano de Tjentište, una importante estación de caravanas y puesto comercial en la ruta principal de caravanas desde la costa hasta Podrinje y Polimlje, y la ciudad fortificada de Vratar, que a veces se identifica con el asentamiento llamado Sutjeska. Una župa tan pequeña fue creada por razones estratégicas, ya que aquí se controlaba la ruta hacia el interior del Alto Drina. La župa de Sutjeska pertenecía a la Casa noble de Kosača, que en el siglo XV tenía su propia aduana en Tjentište.